# Trận Lviv (1704)
Trận Lviv là một cuộc tấn công của quân Thụy Điển vào thành Lviv, thuộc lãnh thổ của Khối Liên bang Ba Lan và Lietuva trong Đại chiến Bắc Âu diễn ra vào ngày 6 tháng 9 năm 1704.

## Mào đầu
Quản đốc thành Lviv, Franciszek Gałecki, trước đó đã từ chối trả tiền cống nạp theo yêu cầu của người Thụy Điển. Vì nguyên nhân này, Karl XII của Thụy Điển dường như đã tức giận. Ngày 1 tháng 9 năm 1704, ông ra lệnh dỡ trại tại Jarosław và cùng 16 trung đoàn hành quân về phía Lviv. Nhà vua có mặt tại đó cùng với đội quân tiên phong của mình vào ngày 5 tháng 9. Ngay lập tức, đội quân này dễ dàng đánh bại vài ngàn lính dưới trướng Janusz Antoni Wiśniowiecki và Stanisław Mateusz Rzewuski sau một cuộc chiến ngắn. Khoảng 600 binh sĩ (bao gồm khoảng 200 người Saxon) sau đó nhanh chóng thiêu rụi vùng ngoại ô Lviv và bắn đại bác vào thành.

## Diễn biến
Karl muốn xông vào thị trấn ngay lập tức. Vì lẽ đó, vị vua tiến hành một cuộc trinh sát từ một lâu đài gần đó rồi ra lệnh cho ba trung đoàn kị binh vào vị trí sẵn sàng. Tuy nhiên, mưa lớn buộc Karl phải hoãn cuộc tấn công cho đến ngày hôm sau. Tranh thủ thời gian chuẩn bị của ba trung đoàn kị binh, đám binh lính còn lại tiến hành bao vây thành nhằm ngăn chặn các lực lượng cứu viện đến can thiệp. Đến ngày 6 tháng 9, cuộc tấn công chính thức diễn ra. Khoảng 50 quân Thụy Điển ập vào một tu viện kiên cố bên ngoài thị trấn, trong khi Karl cùng số binh lính còn lại trèo lên công sự, nơi dựng một bức tường gỗ. Bức tường này bảo vệ các pháo đài lớn bao quanh thị trấn. Quân Thụy Điển khi tấn công bị đối phương bắn từ những cái lỗ bên trên bức tường gỗ này. Ngay sau đó, họ dùng lựu đạn để xua đám lính Ba Lan thủ thành ra chỗ khác và phá hủy bức tường. Khi quân Thụy Điển tràn qua, những binh lính Ba Lan hoảng loạn, chạy về phía cổng chính của thành, nhưng bất ngờ đụng độ với quân của Karl đang hăng hái xông lên. Sau một trận giáp đấu điên cuồng, quân Thụy Điển cuối cùng cũng giành quyền kiểm soát cổng thành, rồi sau đó là quảng trường thị trấn, và chẳng mấy chốc là cả thị trấn. Tất cả diễn ra chỉ trong nửa giờ đồng hồ. Tu viện kiên cố bên trong thành, trong thời gian này, cũng bị chiếm thành công.

## Hậu chiến
Có khoảng 30 đến 40 lính Thụy Điển bị giết hoặc bị thương trong trận chiến. Khoảng 530 lính Ba Lan bị bắt và khoảng 50 đến 60 người bị giết, ngoại trừ một số công dân có vũ trang. Franciszek Gałecki, cùng với những binh lính bị bắt của mình (trừ một số lính người Saxon), chẳng mấy chốc chuyển sang đầu quân cho vị vua bù nhìn Stanisław Leszczyński và quân Thụy Điển. Họ tiếp tục được giao đóng quân ở Lviv. Về phần Karl, ông cùng binh lính nhổ trại vào khoảng ngày 23, 24 tháng 9 rồi tiến về Warszawa, nơi hiện đã bị Augustus II của Ba Lan chiếm giữ. Ông sớm hội ngộ cùng binh lính Saxon dưới trướng Johann Matthias von der Schulenburg trong Trận Punitz.